# 1929 dans le catholicisme
Chronologie du catholicisme
- 1925
- 1926
- 1927
- 1928
- 1929
- 1930
- 1931
- 1932
- 1933

Cet article présente les faits marquants de l'année 1929 dans le catholicisme.

## Évènements
- 11 février : 
  - signature des accords du Latran mettant fin à la question romaine.
  - fondation de la Poste vaticane.
- 2 juin : béatification de Jean Bosco.
- 15 juillet : création d'un cardinal par Pie XI.
- 15 août : fondation du Collège Russicum par Pie XI sur proposition de Michel d'Herbigny, S.J..
- 16 décembre : création de 6 cardinaux par Pie XI parmi lesquels Eugenio Pacelli, futur pape Pie XII.
- 20 décembre : publication de l'encyclique Mens nostra, encourageant à la pratique des exercices spirituels.
- 31 décembre : publication de l'encyclique Divini illius Magistri sur l'éducation chrétienne de la jeunesse.

## Naissances
- 4 janvier : Herbert Vorgrimler, prêtre et théologien allemand († 12 septembre 2014)
- 5 janvier : Walter Brandmüller, cardinal et historien allemand, précédemment archevêque titulaire de Césarée-en-Maurétanie (de)
- 17 janvier : Antonio Ignacio Velasco García, cardinal vénézuélien, archevêque de Caracas († 6 juillet 2003)
- 25 janvier : Michael Michai Kitbunchu, cardinal thaïlandais, archevêque de Bangkok
- 30 janvier : Werner Bardenhewer, prêtre et humanitaire allemand († 10 avril 2019)
- 3 février : Camilo Torres Restrepo, prêtre, sociologue et révolutionnaire colombien († 15 février 1966)
- 7 février : Jean Maksud, prêtre et missionnaire français, père blanc, directeur général de l'Œuvre d'Orient († 5 janvier 2007)
- 11 février : Jean-François Six, prêtre et théologien français, réduit à l'état laïc pour des abus sexuels
- 18 février : Michel Hrynchyshyn, évêque gréco-catholique, exarque apostolique pour les ukrainiens gréco-catholiques de France, du Benelux et de Suisse († 12 novembre 2012)
- 21 février : Nestor Assogba, prélat béninois, archevêque de Cotonou († 22 août 2017)
- 26 février : Jean Vernette, prêtre, vicaire général de Montauban et auteur français engagé contre les dérives sectaires († 16 septembre 2002)
- 28 février : Jean Mansir, prêtre dominicain, théologien et écrivain français († 27 juillet 2024)
- 2 mars : Luigi Conti, prélat italien, diplomate du Saint-Siège et archevêque titulaire de Gratiana (de) († 5 décembre 2015)
- 11 mars : Pier Giacomo De Nicolò, prélat italien, diplomate du Saint-Siège et archevêque titulaire de Martanae Tudertinorum (de) († 3 avril 2021)
- 19 mars : Pierre Pommarède, prêtre et historien français († 15 août 2010)
- 22 mars : Philippe Tran Van Hoai, prêtre vietnamien, opposant à la dictature († 2 février 2010)
- 26 mars : Natalino Pescarolo, prélat italien, évêque de Coni († 4 janvier 2015)
- 28 mars : John Raphael Quinn, prélat américain, archevêque de San Francisco († 22 juin 2017)
- 14 avril : Jude Speyrer, prélat américain, premier évêque de Lac Charles († 21 juillet 2013)
- 18 avril : Mario Francesco Pompedda, cardinal italien de la Curie, précédemment archevêque titulaire de Bisarcio (de) († 18 octobre 2006)
- 22 avril : Adhemar Esquivel Kohenque, prélat bolivien, évêque de Tarija († 17 juillet 2013)
- 29 avril : Andrea Cassone, prélat italien, archevêque de Rossano († 12 avril 2010)
- 6 mai : Jean-Guy Couture, prélat canadien, évêque de Chicoutimi († 2 janvier 2022)
- 7 mai : Jacques Jullien, prélat français, archevêque de Rennes († 10 décembre 2012)
- 30 mai : Georges Gilson, prélat français, archevêque de Sens-Auxerre († 26 novembre 2024)
- 1er juin : Bernard Hubert, prélat canadien, évêque de Saint-Jean-Longueuil († 2 février 1996)
- 8 juin : Viktor Dammertz, prélat bénédictin allemand, évêque d'Augsbourg († 1er mars 2020)
- 17 juin : François-Mathurin Gourvès, prélat français, évêque de Vannes († 12 août 2020)
- 25 juin : Francesco Marchisano, cardinal italien de la Curie, précédemment archevêque titulaire de Populonia (de) († 27 juillet 2014)
- 27 juin : Maurice Couve de Murville, prélat britannique, archevêque de Birmingham († 3 novembre 2007)
- 4 juillet : Darío Castrillón Hoyos, cardinal colombien de la Curie († 18 mai 2018)
- 5 juillet : Pasquale Foresi, prêtre et théologien italien, cofondateur du Mouvement des Focolari († 14 juin 2015)
- 6 juillet : Lajos Bálint, prélat roumain, archevêque d'Alba Iulia († 4 avril 2010)
- 21 juillet : Henri Teissier, prélat franco-algérien, archevêque d'Alger († 1er décembre 2020)
- 15 juillet : Jean-François Guérin, prêtre français, fondateur de la Communauté Saint-Martin († 21 mai 2005)
- 23 juillet : Bienheureux Tullio Maruzzo, prêtre, missionnaire au Guatemala et martyr italien († 1er juillet 1981)
- 27 juillet : Georges Athanasiadès, prêtre et organiste suisse († 3 février 2022)
- 30 juillet : Bernard Sesboüé, prêtre jésuite, théologien et écrivain français († 22 septembre 2021)
- 1er août : Josef Homeyer, prélat allemand, évêque de Hildesheim († 30 mars 2010)
- 2 septembre : 
  - René Dupont, prélat et missionnaire français, évêque d'Andong († 10 avril 2025)
  - Anton Pain Ratu, prélat indonésien, évêque d'Atambua († 6 janvier 2024)
- 11 septembre : Sebastian Koto Khoarai, premier cardinal lésothien, évêque de Mohale's Hoek (en) († 17 avril 2021)
- 15 septembre : Johannes Dyba, prélat allemand, archevêque-évêque de Fulda, précédemment diplomate du Saint-Siège et archevêque titulaire de Néapolis-en-Proconsulaire (de) († 23 juillet 2000)
- 30 septembre : Germain Grisez, philosophe franco-américain († 1er février 2018)
- 8 octobre : Jacques Van der Biest, prêtre belge engagé dans l'action sociale († 5 mai 2016)
- 25 octobre : Paul Schruers, prélat belge, évêque de Hasselt († 24 août 2008)
- 27 octobre : Fernand Arsenault, prêtre et enseignant canadien († 20 février 2025)
- 31 octobre : Paul-Marie Guillaume, prélat français, évêque de Saint-Dié
- 15 novembre : François Favreau, prélat français, évêque de Nanterre († 7 septembre 2021)
- 19 novembre : Enzo Boschetti, prêtre, engagé social et vénérable italien († 15 février 1993)
- 23 novembre : 
  - Jacques Couture, prêtre jésuite, homme politique et missionnaire canadien († 10 août 1995)
  - Georges Lagrange, prélat français, évêque de Gap († 11 décembre 2014)
- 27 novembre : Hans-Reinhard Koch, prélat allemand, évêque auxiliaire d'Erfurt et évêque titulaire de Mediana (de) († 25 avril 2018)
- 28 novembre : Paul Fouad Tabet, prélat libanais, diplomate du Saint-Siège et archevêque titulaire de Sinna (de) († 20 juillet 2009)
- 29 novembre : Oriano Quilici, prélat italien, diplomate du Saint-Siège et archevêque titulaire de Tabla (de) († 2 novembre 1998)
- 5 décembre : Peter Mallon, prélat canadien, archevêque de Regina († 3 février 2007)
- 8 décembre : 
  - Jean Rigal, prêtre, auteur et théologien français
  - Raymond Séguy, prélat français, évêque d'Autun († 21 mars 2022)
- 14 décembre : 
  - Fernando Sebastián Aguilar, cardinal espagnol, archevêque de Pampelune († 24 janvier 2019)
  - Norbert Dorsey, prélat passionniste américain, évêque d'Orlando († 21 février 2013)
- 16 décembre : Jean-Charles Thomas, prélat français, évêque de Versailles († 14 octobre 2023)
- 18 décembre : Józef Glemp, cardinal polonais, archevêque de Varsovie († 23 janvier 2013)
- 20 décembre : Giuseppe Ferraioli (en), prélat italien, diplomate du Saint-Siège et archevêque titulaire de Volturnum (de) († 31 janvier 2000)
- Date précise inconnue : 
  - Daniel Foucher, prêtre, théologien et écrivain français
  - Gaston Piétri, prêtre, journaliste et auteur français

## Décès
- 7 janvier : Eugenio Tosi, cardinal italien, archevêque de Milan (° 6 mai 1864)
- 13 janvier : Pierre Batiffol, prêtre et historien français (° 27 janvier 1861)
- 7 février : Édouard Hugon, prêtre dominicain, philosophe et théologien français (° 25 août 1867)
- 25 février : Antonio Vico, cardinal italien de la Curie, précédemment diplomate du Saint-Siège et archevêque titulaire de Philippes (de) (° 9 janvier 1847)
- 26 mars : 
  - Aurelio Galli, cardinal italien de la Curie (° 26 février 1866)
  - Alessandro Verde, cardinal italien de la Curie (° 27 mars 1865)
- 31 mars : Evaristo Lucidi, cardinal italien de la Curie (° 4 octobre 1866)
- 5 avril : Francis Aidan Gasquet, cardinal anglais de la Curie (° 5 octobre 1846)
- 19 avril : José Reyes Vega, prêtre et militaire mexicain (° 6 janvier 1896)
- 29 avril : Maxime Caron, prêtre et auteur français (° 30 novembre 1845)
- 4 mai : James Condamin, prêtre et professeur de littérature (° 22 mars 1844)
- 29 mai : Jacques-Jean Gély, prélat français, évêque de Mende (° 4 février 1849)
- 9 juin : Giacomo Bresadola, prêtre, mycologue et botaniste italien (° 14 février 1847)
- 27 juillet : François Cadic, prêtre, écrivain et folkloriste français (° 29 septembre 1864)
- 29 juillet : Antonin Nantel, prêtre, écrivain, journaliste et enseignant canadien (° 17 septembre 1839)
- 3 août : Ferdinand Terrien, prélat et missionnaire français, vicaire apostolique de Lagos et évêque titulaire de Gordus (de) (° 9 août 1877)
- 5 août : António Mendes Bello, cardinal portugais, patriarche de Lisbonne (° 18 juin 1942)
- 7 août : Henri Lespinasse de Saune, prélat et missionnaire français, vicaire apostolique de Tananarive et évêque titulaire de Rhizaeum (de) (° 7 juillet 1850)
- 7 septembre : Jean-Baptiste Penon, prélat français, évêque de Moulins (° 23 mai 1850)
- 9 septembre : Bienheureux Francisco Gárate, frère jésuite mort en odeur de sainteté (° 3 février 1857)
- 15 septembre : Bienheureux Antoine Marie Schwartz, prêtre et fondateur autrichien (° 28 février 1852)
- 21 septembre : Frédéric Courtois, prêtre jésuite, naturaliste et missionnaire français en Chine (° 25 octobre 1860)
- 23 septembre : Louis-Ernest Dubois, cardinal français, archevêque de Paris (° 1er septembre 1856)
- 5 octobre : Varghese Payyappilly Palakkappilly, prêtre syro-malabar et vénérable indien, fondateur des Sœurs des démunis (° 8 août 1876)
- 15 octobre : 
  - Victor-Alphonse Huard, prêtre, naturaliste et enseignant canadien (° 28 février 1853)
  - Paul Naudet, prêtre, journaliste et homme politique français (° 27 juin 1859)
- 22 octobre : Louis-Marie Ricard, prélat français, évêque de Nice, précédemment évêque titulaire de Marciana (de) (° 24 novembre 1868)
- 3 novembre : Émile Raguet, prêtre belge, linguiste et missionnaire au Japon (° 24 octobre 1854)
- 5 novembre : Pierre Harispe, prêtre et écrivain français (° 6 avril 1854)
- 29 décembre : Giuseppe Gamba, cardinal italien, archevêque de Turin (° 25 avril 1857)
- Date précise inconnue : Celestino Peralta, prêtre, linguiste et écrivain espagnol de langue basque (° 6 mai 1879)